# After Us
After Us es un videojuego de acción y aventuras desarrollado por Piccolo Studio y publicado por Private Division en 2023. Los jugadores controlan un espíritu que trae paz a los animales extintos en una versión muerta de la Tierra.

## Gameplay
Los jugadores controlan un espíritu del bosque llamado Gaia que rescata a los fantasmas de los últimos animales que se extinguieron en una versión distópica de la Tierra. Cada una de las ocho áreas donde Gaia puede encontrar un espíritu es un mundo abierto conectado con los demás. Para llegar hasta los fantasmas, Gaia debe saltar y volar, como en los juegos de plataformas. Los fantasmas rescatados se pueden enviar a un área central, donde Gaia puede visitarlos y acariciarlos. Los jugadores deben luchar contra los Devoradores, los fantasmas de los humanos que devastaron el planeta. Para hacer esto, los jugadores pueden usar un ataque tipo boomerang. La historia se cuenta sin palabras.

## Desarrollo
El desarrollador Piccolo Studio tiene su sede en Barcelona, España. Private Division lo lanzó para Windows, PlayStation 5 y Xbox Series X/S el 23 de mayo de 2023.

## Recepción
En Metacritic, las versiones de After Us para Windows y PlayStation 5 recibieron críticas mixtas, y la versión de Xbox Series X/S recibió críticas positivas. Aunque disfrutaron de las imágenes, IGN dijo que el juego "[se apoya] en gran medida en plataformas difíciles de manejar y combates alucinantes". IGN y Game Informer encontraron los temas duros;  sin embargo, a IGN le gustó cómo los jugadores podían devolver algo de vida al mundo muerto, y Game Informer elogió la profundidad emocional del juego. Tanto Game Informer como GameSpot elogiaron la narración ambiental. Al elogiar su jugabilidad, sus imágenes y su mensaje, Shacknews dijo que "lo convierte en un juego de plataformas y rompecabezas satisfactorio en general". Eurogamer lo llamó "un juego con un mensaje, pero no necesariamente con nada que decir".